# استیل (یکا)
استیل یک واحد روشنایی CGS برای اشیایی که از خود نور ندارند است. و معادل یک شمع بر سانتی‌متر مربع یا 104 نیت (شمع بر متر مربع) است. این واحد حوالی سال ۱۹۲۰ توسط آندره اوژن بلوندل ارائه شد. که از کلمهٔ یونانی stilbein به معنی زرق و برق گرفته شده است.
این واحد تا جنگ جهانی اول در اروپا مورد استفاده بود. در آمریکای شمالی واحدهای شمع بر اینچ مربع و شمع بر متر مربع بیشتر استفاده می‌شد.این واحد اخیرا با واحد SI شمع بر متر مربع جایگزین شده است. اما در استاندارد ملی آمریکا استیل توصیه می‌شود.

## تبدیل واحد
1. با SI و CGS

{\displaystyle \mathrm {1\,{\frac {cd}{m^{2}}}=10^{-4}\,sb} }
{\displaystyle \mathrm {1\,sb=1\,{\frac {cd}{cm^{2}}}=10^{4}\,{\frac {cd}{m^{2}}}} }
1. با دیگر واحدهای همدوس

{\displaystyle \mathrm {1\,sb=10^{4}\,nit=10^{7}\,millinit} }

{\displaystyle \mathrm {1\,sb=1\pi \,L=10^{3}\pi \,mL=10^{4}\,\pi \,asb=10^{4}\pi \,blondel=10^{7}\pi \,sk=10^{11}\pi \,bril} }
1. با دیگر واحدهای نا همدوس غیر دقیق

{\displaystyle \mathrm {1\,sb=10^{4}\,{\frac {cd}{m^{2}}}\approx 0.3048^{2}\cdot 10^{4}\cdot \pi \,\,fL=2918.6...\,fL} }